# Sabra (voiture)
Pour les articles homonymes, voir Sabra.
 (juin 2013).
Si vous disposez d'ouvrages ou d'articles de référence ou si vous connaissez des sites web de qualité traitant du thème abordé ici, merci de compléter l'article en donnant les références utiles à sa vérifiabilité et en les liant à la section « Notes et références ».
La Sabra est une voiture de sport construite à partir de 1967 par l'entreprise Autocars Company Limited (en).

## Historique
En 1960, Yitzhak Shubinsky, dirigeant de Autocars Co. (en), lance le projet de conception de ce véhicule. Il achète les droits des dessins industriels du carrossier Ashley_(automobile) (en) et un châssis Leslie_Ballamy (en). Pour l'assemblage du véhicule, il conclut un accord avec Reliant, qui avait déjà participé à la production de deux autres modèles de la marque : la Carmel en 1962 et la Sussita en 1960. En contrepartie, Reliant a été autorisé à livrer les 100 premières voitures sur le marché nord-américain. 
La Sabra a été produite jusqu'en 1980 par différentes sociétés. 

## Modèles
- Sabra Ashley GT
- Sabra Carmel (צברה כרמל)
- Sabra Dragoon
- Sabra Gilboa (צברה גלבוע)
- Sabra Rom
- Sabra Sport
- Sabra Sussita (צברה סוסיתא)

## Galerie

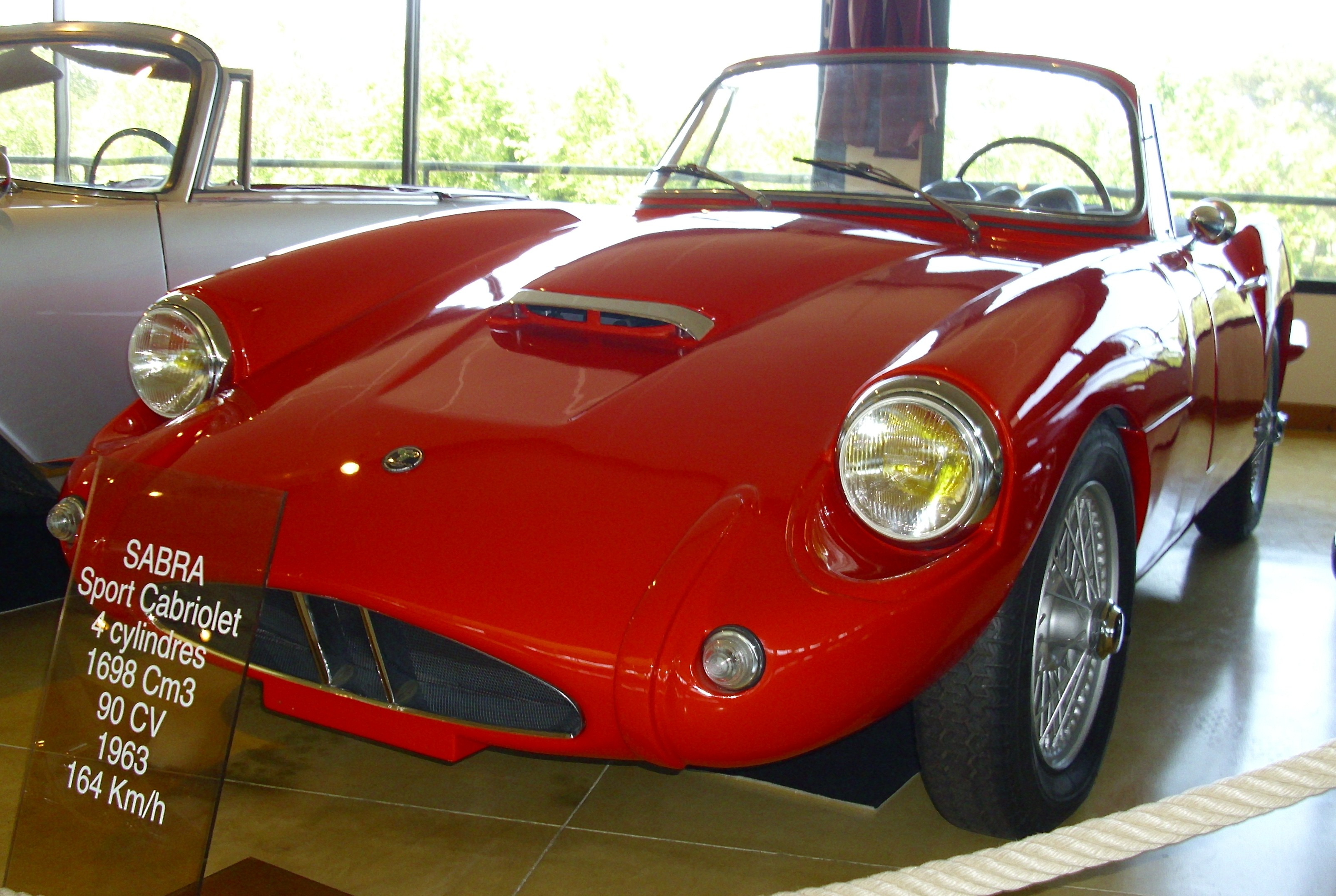
Sabra Sport (1963)
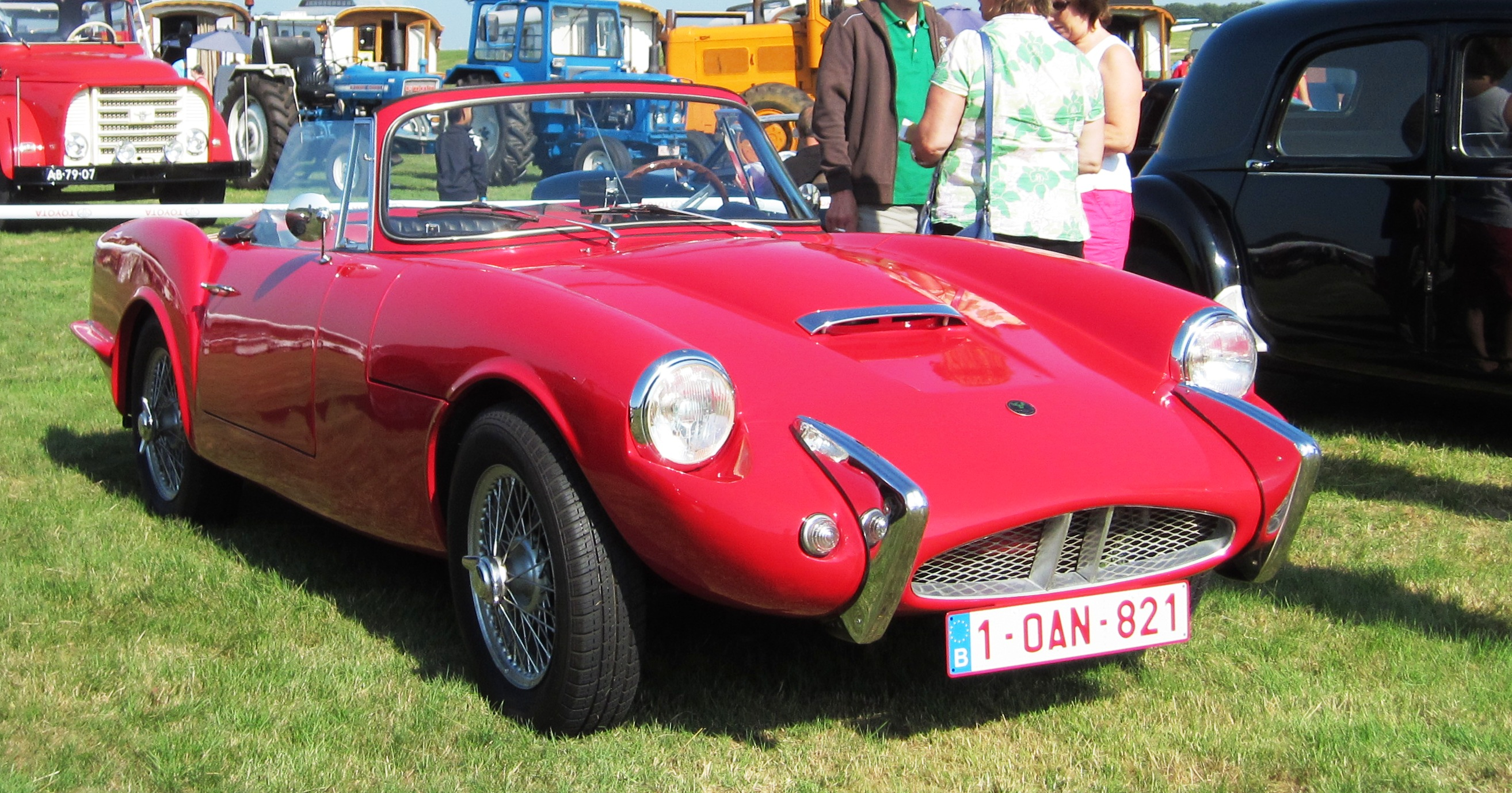
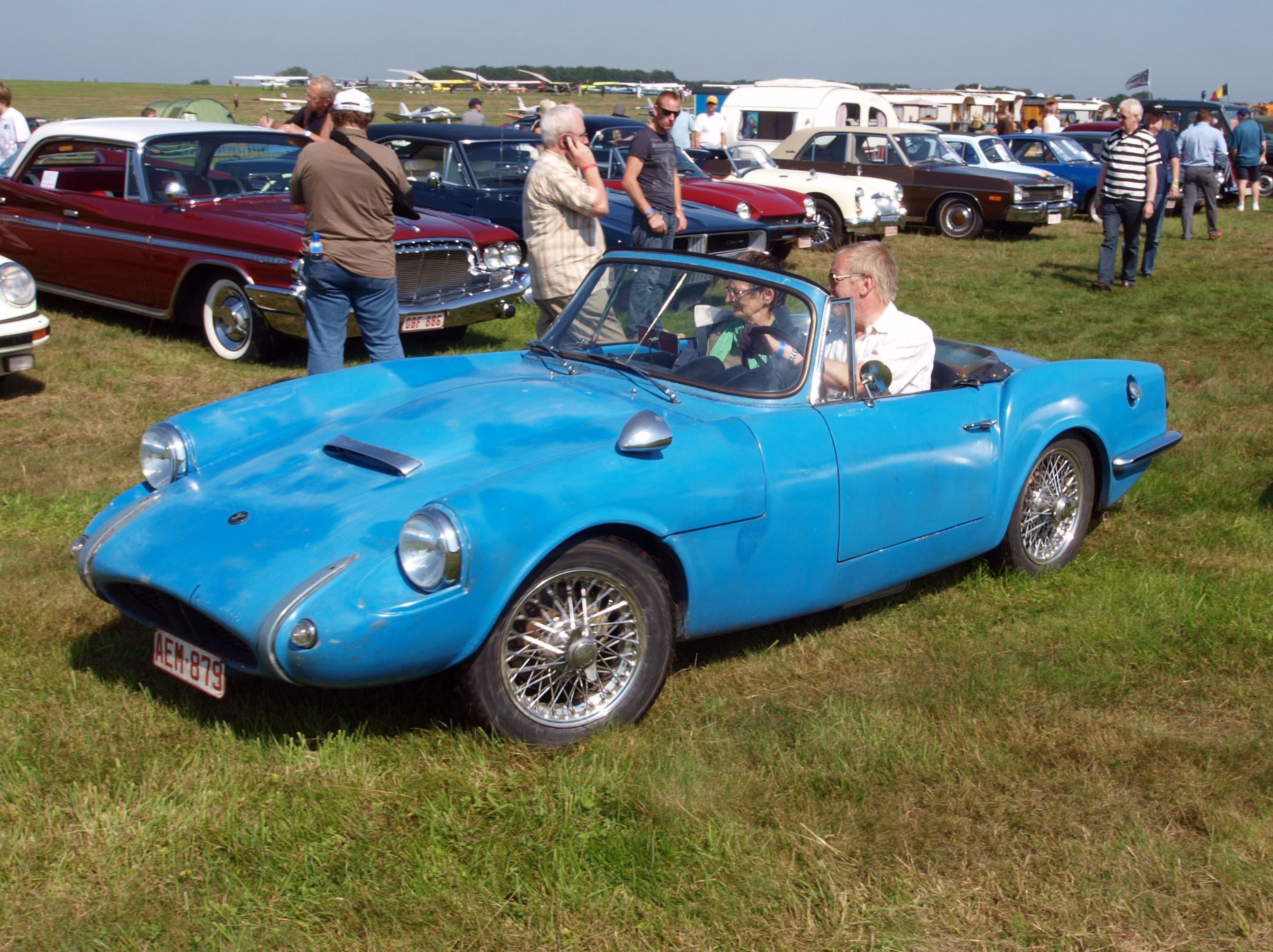
Sabra Sport (1967)
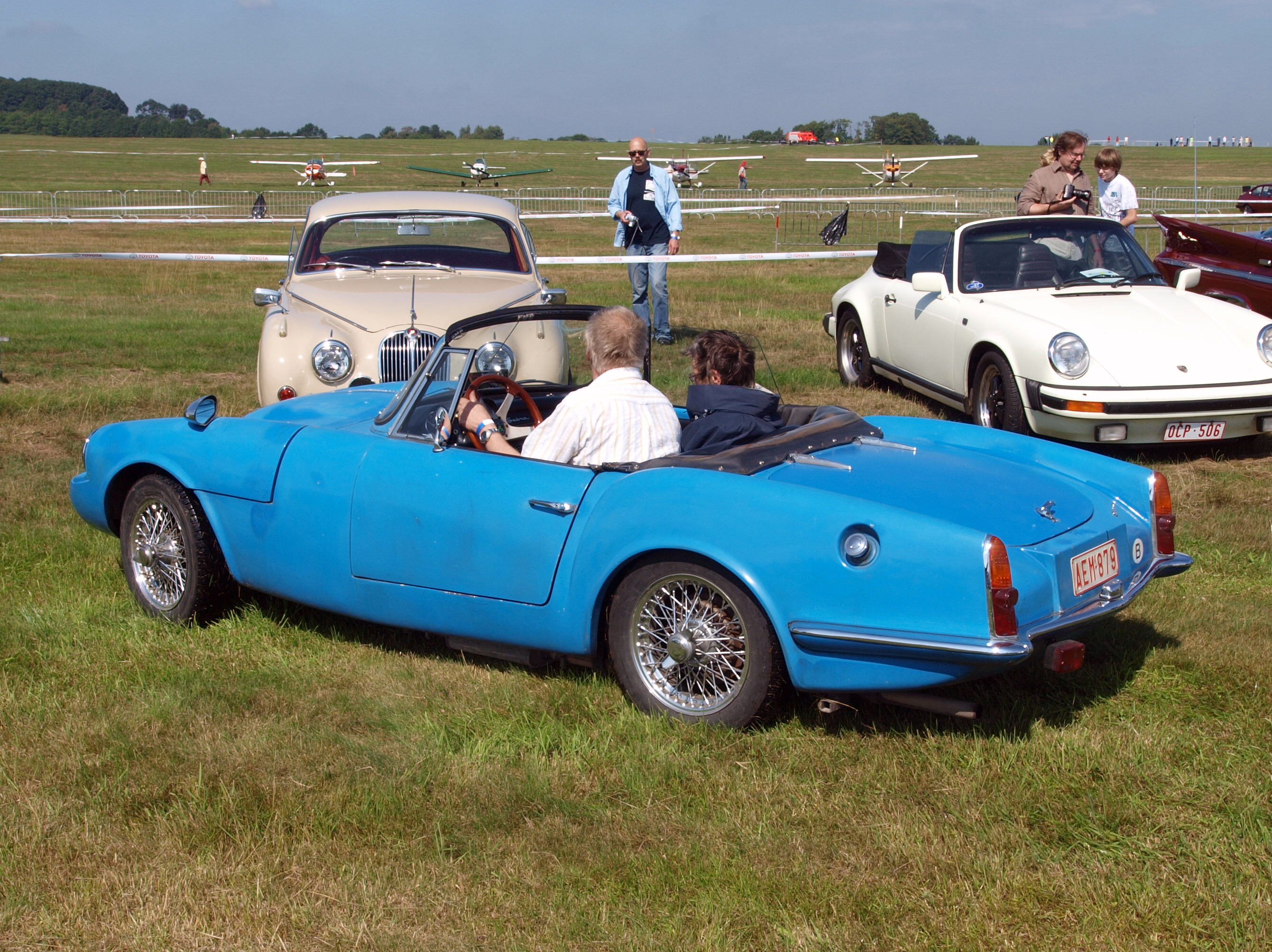
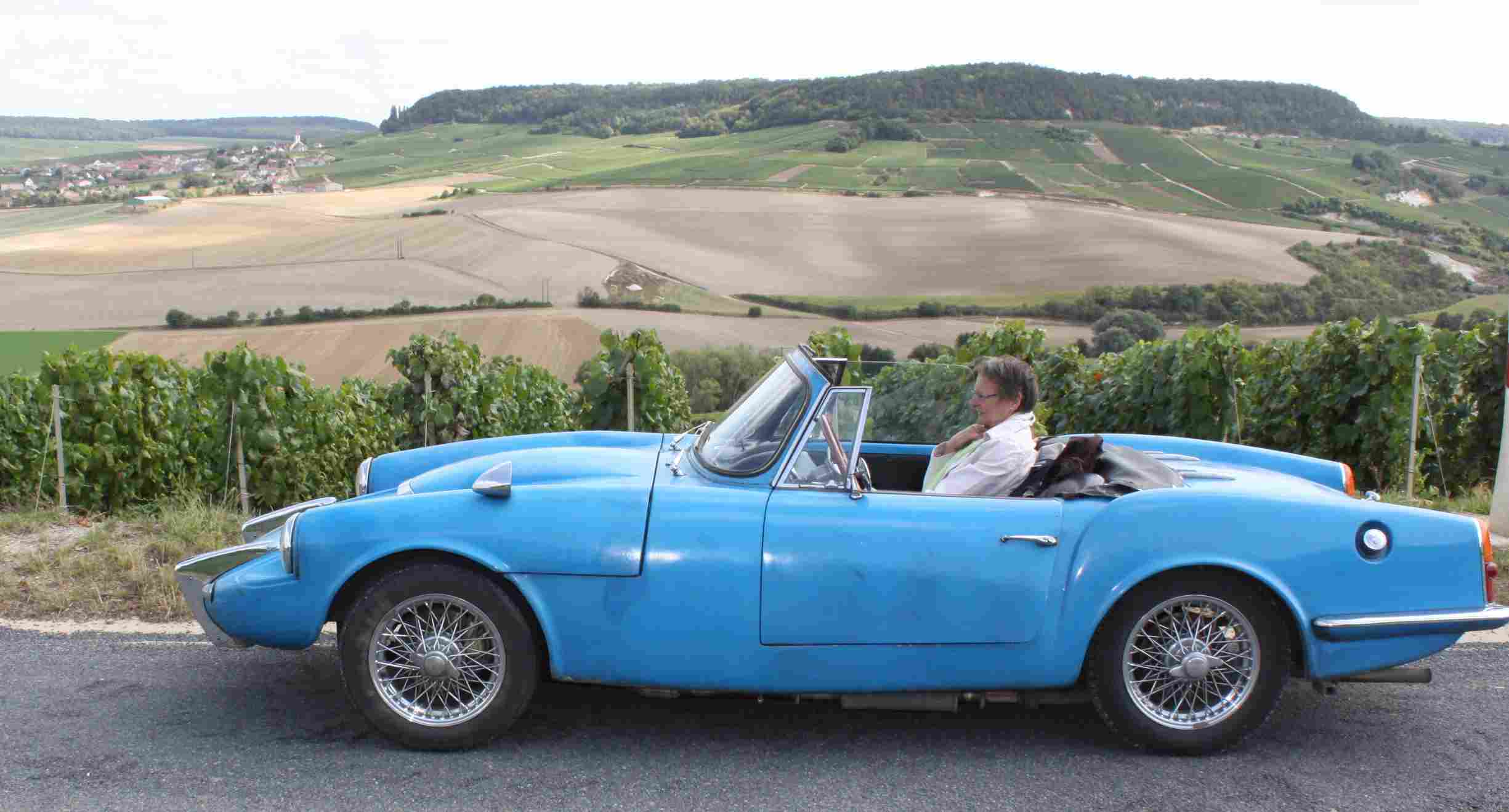